# Atentado contra el Hotel Serena de Kabul de 2008
El Atentado contra el Hotel Serena de Kabul de 2008 fue un ataque en el gimnasio del Hotel Serena de Kabul, en Kabul, Afganistán, el 14 de enero de 2008 y cuya autoría fue reivindicada por los talibán. 